# Томпсън (река)
Вижте пояснителната страница за други значения на Томпсън.

## Томпсън
Томпсън (на английски: Thompson River) е река в Канада, провинция Британска Колумбия, ляв приток на река Фрейзър. Дължината ѝ от 489 км, заедно с дясната я съставяща река Норт Томпсън ѝ отрежда 73-то място сред реките на Канада. Дължината само на река Томпсън е 151 км.
Реката се образува от двете съставящи я реки Норт Томпсън (дясна съставяща) и Саут Томпсън (лява съставяща) при град Камлупс на 50°40′52″ с. ш. 120°20′32″ з. д. / 50.681111° с. ш. 120.342222° з. д., на 339 м н.в. Тече в западна посока, протича през езерото Камлупс (дължина 30 км) и при град Ашкрофт завива на юг. Преминава през каньона Томпсън, след това отново завива на запад и при град Литън на 50°14′08″ с. ш. 121°34′59″ з. д. / 50.235556° с. ш. 121.583056° з. д. и 144 м н.в. се влива от ляво в река Фрейзър.
Площта на водосборния басейн на реката е 55 400 km2, което съставлява 23,8% от водосборния басейн на река Фрейзър. Основните и притоци са: леви – Саут Томпсън и Никола; десни – Норт Томпсън и Бонапарт.
Многогодишният среден дебит при градчето Спенсър Бридж (50°25′03″ с. ш. 121°21′24″ з. д. / 50.4175° с. ш. 121.356667° з. д.) на реката е 750 m3/s. Максималният отток на реката е 4200 m3/s, а минималния – 171 m3/s. Дъждовно-снегово подхранване. Пълноводието на реката е през пролетно-летния сезон (май-септември), а маловодието – през зимата (януари-февруари).
По цялото протежение на реката от Камлупс до Литън (169 км) преминава част от трансканадското шосе № 1.
Река Томпсън е открита и първоначално картирана от Саймън Фрейзър, служител на „Северозападната компания“, занимаваща се с търговия на ценни животински кожи през 1808 г. и той я наименувана в чест на своя колега и приятел Дейвид Томсън, геодезист в същата компания, откривателят на река Колумбия..

### Норт Томпсън
Норт Томпсън (на английски: North Thompson River) е река в Канада, провинция Британска Колумбия, дясна съставяща на река Томпсън. Дължината ѝ от 338 км ѝ отрежда 106-о място сред реките на Канада.
Реката извира от ледника Томпсън в планината Карибу на 52°40′ с. ш. 119°45′ з. д. / 52.666667° с. ш. 119.75° з. д., на 2124 м н.в. В горното си течение тече на юг, след това завива на запад, а при град Клируотър приема от дясно най-големия си приток река Клируотър, дренираща провинциалния парк Уелс Грей (Wells Gray Provincial Park). От там завива на юг и при град Камлупс се съединява с река Саут Томпсън и образува река Томпсън.
Площта на водосборния ѝ басейн е 20 700 km2, а средният и многогодишен дебит в устието – 425 m3/s.
Почти по цялото протежение на реката, с изключение на най-горното ѝ течение преминава част от провинциално шосе № 5.

### Саут Томпсън
Саут Томпсън (на английски: South Thompson River) е река в Канада, провинция Британска Колумбия, лява съставяща на река Томпсън. Дължината ѝ от 332 км, заедно с река Адамс ѝ отрежда 110-о място сред реките на Канада. Дължината само на река Саут Томпсън е 55 км.
Реката изтича от езерото Литъл Шусуап на 50°49′47″ с. ш. 119°41′48″ з. д. / 50.829722° с. ш. 119.696667° з. д., на 350 м н.в. при град Чейс, тече на запад и след 55 км при град Камлупс се съединява с река Норт Томпсън и образува река Томпсън. Заедно с река Адамс, която извира от планината Монаши на 52°03′ с. ш. 118°54′ з. д. / 52.05° с. ш. 118.9° з. д., на 2337 м н.в. и се влива в езерото Шусуап от северозапад дължината и става 332 км. Друга по-голяма река, която също се влива в езерото Шусуап, но от югоизток е река Литъл Шусуап.
Площта на водосборния ѝ басейн е 17 800 km2.
По целия ляв бряг на реката преминава част от трансканадското шосе № 1.